# Rhytiphora frenchi
Rhytiphora frenchi là một loài bọ cánh cứng trong họ Cerambycidae.